# .ee
.ee — в Інтернеті, національний домен верхнього рівня (ccTLD) для Естонії.

## Домени 2-го та 3-го рівнів
В цьому національному домені нараховується близько 42,400,000 вебсторінок (станом на січень 2008 року).
У наш час використовуються та приймають реєстрації доменів 3-го рівня такі доменні суфікси (відповідно, існують такі домени 2-го рівня):
| Суфікс   | Регламентовані користувачі                                            |
| .co.ee   | Комерційні установи, корпорації                                       |
| .com.ee  | Комерційні установи, корпорації                                       |
| .edu.ee  | Наукові та дослідницькі установи, коледжі, університети або інститути |
| .gov.ee  | Державні та урядові установи                                          |
| .id.ee   | Родини, приватні особи                                                |
| .it.ee   | Міжнародні організації                                                |
| .mil.ee  | Військові організації                                                 |
| .mobi.ee | Сервіси та вебмайданчики для мобільних пристроїв                      |
| .or.ee   | Неприбуткові, неурядові організації                                   |
| .org.ee  | Неприбуткові, неурядові організації                                   |
| .pro.ee  | Професійні організації                                                |